# Heinrich Schimmelmann
 Der er flere personer med dette navn, se Heinrich Carl Schimmelmann (1890-1971).
Heinrich Carl lensgreve von Schimmelmann (født 13. juli 1724 i Demmin i Pommern, død 16. februar 1782) var en dansk-tysk greve, handelsmand og statsmand.

## Baggrund
Schimmelmanns far var købmand i Demmin. Efter al sandsynlighed fik han ikke anden undervisning end den, en dreng kunne få i en lille tysk by; men han havde i sin energiske og virkelystne personlighed en kraft, der efterhånden bragte ham vidt i verden. Han søgte snart at bane sig en selvstændig vej som handelsmand, og han var af dem, der ikke var bange for at vove noget og ej heller blive skræmt, når det gik galt, men hurtigt kom på benene igen. Adskilligt er uklart over den måde, hvorpå han arbejdede sig frem. Det synes dog nogenlunde sikkert, at han, efter at have lært handelen i Stettin, fandt lejlighed til at blive leverandør til den preussiske hær under den 2. schlesiske Krig (del af Den Preussiske Syvårskrig) og tjente godt derved; men han mistede, hvad han havde tjent, ved at blive fanget af sachsiske ryttersoldater. Snart efter slog han sig dog op i Dresden, hvor han tjente ganske godt ved at få en materialhandel i gang. Her ægtede han 4. marts 1747, knap 23 år gammel den knap 17-årige Caroline Tugendreich Friedeborn, og det gav ham et godt skub frem, at han i 1755 forpagtede toldopkrævningen i Kursachsen; men endnu fordelagtigere var det for ham, at han kunne overtage leverancer til den preussiske hær i 1756, ligesom det også var et kup, at han under Frederik den Stores okkupation af Sachsen i dette år købte porcelænsfabrikken i Meissen af ham for siden at sælge den igen med betydelig fordel.

## Forbindelsen til Danmark
Men forholdene i Mellemtyskland, hvor Syvårskrigen rasede, var ham for brogede, og han, der allerede nu havde tjent en stor formue, flyttede 1759 til Hamborg og i nærheden heraf købte han godset Ahrensburg på holstensk grund. Her i Hamborg begyndte så en forbindelse imellem ham og den dansk-norske regering, hvis vigtigste mand, J.H.E. Bernstorff, snart blev klar på, hvilken gavn Schimmelmanns iøjnefaldende købmandsbegavelse kunde yde under de vanskelige finansielle forhold. Schimmelmann på sin side stillede sig gerne i et nært forhold til regeringen i København for at nytte den brug, han så, at den havde for ham, til at vinde ydre glans og anseelse og for tillige at drive fordelagtig handel, skærmet af dens neutralitetspolitik. De forhandlinger, der åbnedes, førte hurtigt til, at Schimmelmann 1761 blev adjungeret den danske gesandt i Hamborg, med ret til at blive hans efterfølger.Snart efter blev han også udnævnt til generalkommerceintendant. At han ville knytte sig nøje til Danmark-Norge, viste han ved at købe det Berckentinske Palæ i Bredgade (i dag Odd Fellow Palæet) og Baroniet Lindenborg i Jylland. Regeringen gjorde ham 1762 til baron og Ridder af Dannebrog.
Det var, synes det, en glimrende ydre stilling, denne mand med den ret eventyrlige fortid således vandt sig. Men han gjorde unægtelig også fyldest derfor ved de tjenester, han i løbet af få år formåede at yde. Statens finansielle stilling var netop på denne tid stærkt rystet, især på grund af de store udgifter, det havde voldt i flere år at holde en styrke på 20. – 25. 000 mand på benene i Holsten, og de endnu større, som man måtte påtage sig for at kunne møde den krigsfare, der i foråret 1762 truede fra Ruslands side efter Peter III's tronbestigelse. Oven i købet var dette et tidspunkt, hvor det, i Bernstorffs formulering, var som om pengene var forsvundet fra jordens overflade - i den grad døjede man med at få rejst, om det så var ubetydelige statslån. Man havde stræbt at slå sig igennem ved at hæve store summer hos Københavns Bank, der ikke mente at kunne vægre sig ved at yde disse lån, men kun kunne skaffe dem til veje ved at fabrikere papirpenge i millionvis, og derved var dens stilling blevet rystet på det alvorligste. Finansielle kapaciteter, der havde dygtighed og personlig kredit til at råde bod på de truende ulykker, havde man ingen af. Men det fandt man nu i Schimmelmann Det lykkedes ham virkelig ved sit talent og det ry, han havde for at være en hovedrig mand, at få sluttet flere udenlandske lån dels til banken og dels til staten, og på påfaldende gunstige vilkår. Efter at han ved disse lån til banken havde skaffet den pusterum til at komme over den værste øjeblikkelige fare, satte han ved nye statslån regeringen i stand til at betale den en stor del af, hvad den skyldte den, således at den fare drev over, der truede den og pengemarkedet i Danmark mellem 1762 og 1765. Også af sin egen formue ydede Schimmelmann lejlighedsvis forstrækninger.

## Indflydelsen på tidens skattepolitik
Hånd i hånd hermed havde han, hvad der var ganske nødvendigt, gjort forsøg på at skaffe nye statsindtægter af betydning; men medens der havde måttet udfoldes en overordnet dygtighed for at få lånene bragt i stand, var vejene til at skaffe nye indtægter kun de gamle velkendte, at sælge krongodser og pålægge nye skatter. Hvad han i sidste henseende greb til, 23. september 1762, var en personskat, en såkaldt kopskat, brutal og urimelig i sit princip, idet den ramte den fattige arbejder lige så hårdt som den rige, og den der havde børn hårdere end den der ingen havde. Ganske vist var den nem at opkræve, og det vilde have voldt store bryderier at gennemføre en indkomstskat eller formueskat efter retfærdige grundsætninger; men den hårdhed imod de lidet formuende, der går igennem den, er næsten uhyggelig. Derfor vakte den også stor forbitrelse, på sine steder ligefrem uroligheder, og den tyngede i den følgende tid hårdt på adskillige statsmænds samvittighed.
Iblandt disse var Schimmelmann dog ikke. Denne skat var betegnende for en side af hans karakter. Man har ved ham, som det træffende er sagt, altid at gøre med forretningsmanden. Lige så talentfuld og energisk han var, lige så praktisk han så på tingene, lige så hensynsløs var han i sin færd. I personlige forhold savnede han i høj grad finfølelse, og selv mænd, der satte stor pris på ham, som f.eks. Bernstorfferne, kunne være ved at fare i flint over, hvad han kunne byde dem, og han var ikke mindre en hård mand, hvor det gjaldt om at fremme hvad han mente var nyttigt. Derfor faldt det ham sjældent ind at humane hensyn kunde træde i vejen for hvad staten måtte antages at behøve, og ganske sikkert indbragte ekstraskatten ret betydeligt. I det hele må det erkendes, at han opnåede hvad der var store goder, at styrke statens kredit og skaffe pengemarkedet fasthed.
Påbuddet om ekstraskatten bevirkede, at der 2. december 1762 blev nedsat en egen såkaldt overskattedirektion, der fik at gøre med den og i det hele med, hvad der vedrørte statsgælden. Som medlem af den blev han i virkeligheden den rådende på dette vigtige område, og med undtagelse af en kort tid havde han derigennem en overlegen indflydelse på finansstyrelsen i den følgende tid lige indtil sin død. Hertil kan der føjes, om det end er mindre vigtigt, at han, der 10. juni 1768 havde fået titel af skatmester, 13. april 1769 stilledes i spidsen for skatkammeret, en ny institution, der da blev oprettet og fik det hverv at bestyre visse kapitaler som en slags reservefond, for påkommende uforudsete tilfældes skyld.

## Vestindien, slaver, sukkerraffinaderi og geværfabrik
Men alt dette var kun den ene side af hans virksomhed. Det var den gang en udbredt overbevisning at ved at fremme industri og endnu mere handel kunne man hurtigst og lettest ophjælpe et lands hjælpekilder. Schimmelmann delte ganske denne opfattelse. Men hvad industrien angår, var det dog nærmest ved sin private virksomhed, at han fik betydning. Efter at han havde købt statens plantager i Vestindien og et dertil knyttet stort sukkerraffinaderi i København for 400.000 rigsdaler, en sum der vel svarede til, hvad det var muligt at få for disse ejendomme, drev han en betydelig forretning fra dette raffinaderi.
Det er værd at bemærke, at sukkerplantagerne i Vestindien blev drevet med slaver hentet fra Vestafrika, bl.a. det nuværende Ghana, hvor Danmark havde handelsstationer. I 1792 udstedte kong Christian 7. en forordning, som forbød slavehandel i de danske kolonier, men forordningen skulle først træde i kraft i 1803.
I 1768 købte han ligeledes af staten geværfabrikken Hammermøllen ved Hellebæk nord for Helsingør for 70.000 rigsdaler. Derimod var det afgjort handelen, han ved sin offentlige virksomhed mest søgte at fremme. Schimmelmann mente, at når det overhovedet altid er vigtigt for et land at have en gunstig handelsbalance over for udlandet, gjaldt det særligt for en stat som den dansk-norske, hvor papirpenge dannede så godt som det eneste omsætningsmiddel; der ville man kun ad den vej kunne hindre, at landets penge tabte værdi over for udlandet og at vekselkursen forværredes. At handelens udvikling tillige ville forøge velstanden i Danmark og derved også skatteevnen og statens indtægter, er en selvfølge.
Hele denne vigtige sag fik han at gøre med, da han 7. marts 1767 blev deputeret i kommercekollegiet, og da han 11. december samme år fik sæde i en kommission, der da blev oprettet, den såkaldte balancekommission, som både skulle undersøge landets finanser og dets handelsbalance. Allerede før ham havde københavnske købmænd set, at det på grund af den mangel på naturlige udførselsvarer, som særlig kongeriget Danmark led af, var nødvendigt at skabe en transithandel med oversøiske varer, og dette havde blandt andet fremkaldt dannelsen af det asiatiske kompagni. Nu ville Schimmelmann gå videre i samme spor, særlig ved at forøge transithandelen for Københavns vedkommende, og han virkede derfor for at få en frihavn anlagt ved denne by, en tanke, som de københavnske handelsmænd også greb, og som vistnok ville være blevet gjort til virkelighed, såfremt ikke Struensee var kommet imellem.
I modsætning til handelsinteresserne lå sans for landboforholdene åbenbart Schimmelmann fjernere, thi da han 30. marts 1768 havde fået sæde i Generallandvæsenskollegiet, der netop skulle virke på dette område, viste han, skønt til en vis grad reformvenlig, kun liden interesse for kollegiets sager.

## Det sociale liv
Samtidig med sin omfattende virksomhed indtog Schimmelmann en fremtrædende stilling i det sociale liv. I sit palæ i København førte han om vinteren et stort hus, hvor hans hustru, en højst indtagende verdensdame, forstod at glimre i pragtfulde selskaber, og hvor der endog efter særlig kongelig tilladelse blev givet maskerader; sommeren tilbragte familien sædvanligvis på det rigt udstyrede Ahrensburg i Holsten. Sin personlige omgang fandt Schimmelmann nærmest i den statsmandskreds, hvis midtpunkt den ældre Bernstorff var, og ligesom dennes ledelse af den ydre politik godt faldt i tråd med den iver, han selv viste for at udvikle handelen, således samstemmede han også fuldt med Bernstorffs politik, hvad det gottorpske spørgsmål angik, og han kom på en måde til at virke på det politiske område, da han var medforhandler ved et forlig, der 27. maj 1768 blev sluttet imellem Hamborg på den ene side, Danmark og Gottorp på den anden.

## Forhold til Christian 7.
Under de mange berøringer, hvori han ved sin forskelligartede virksomhed kom med Christian 7 - han var også med på dennes udenlandsrejse 1768 - vandt han betydelig indflydelse hos denne. Kongen havde stor respekt for hans finansielle viden, og han tilkaldte ham derfor også ved overvejelser, der fandt sted om, hvor meget der kunne kostes på hæren; men Schimmelmann forstod åbenbart tillige ganske anderledes personlig at imponere kongen, end Bernstorff nogen sinde formåede, og det var således ham, der måtte til for at få kongen til at sende den berygtede Støvlet-Cathrine bort fra København i begyndelsen af 1768. Men for øvrigt var Schimmelmanns stilling ikke alene udtryk for den magt en energisk og på sit område genial mand kunne udøve, men også om pengenes betydning. Den hvilede i høj grad på at han var den rige bankier og købmand, og der fremkom derved det besynderlige og uheldige forhold, at den samme mand, der skulle give råd som embedsmand samtidig tjente penge som bankier for staten og som långiver til den. Når fjender næsten har beskyldt ham for næsten at have plyndret statskassen for at mele sin egen kage, er det bagvaskelser; men at han udnyttede sin officielle stilling til gavn for sig selv som købmand, vil umuligt kunne nægtes.

## Struenseetiden og nye vinde
Midt under hans stedse stigende indflydelse kom Struensee-tiden. Det var mændene fra hans kreds, der nu blev styrtet fra magten, og man skulle da have troet, at det var gået ham på samme måde; men det skete ikke. De nye magthavere havde nemlig foreløbig god brug for ham, og han fra sin side var alt andet end følelsespolitiker. Således som han i det mindste fremstillede forholdet for politiske venner, mente han at måtte vælge imellem at bryde alle sine forbindelser med staten og forlade dens tjeneste eller at begive sig til hoffet for at se, hvorledes man der ville stille sig til ham, og så vidt det stod til ham, frelse resterne af, hvad han havde været med til at grundlægge, og sikre sig de fordele, som endnu kunne vindes. Han valgte derfor at gøre gode miner til slet spil og så vidt muligt være hofmanden under de nye forhold, hvad der lykkedes over al forventning på grund af den velvilje, med hvilken Struensee og hans venner kom ham i møde. Bl.a. blev han gjort til medlem af den gehejmekonferens, som Struensee nedsatte 28. december 1770, og hvis hovedopgave var at afgive betænkning om finansielle hovedspørgsmål. Ligesom han i sin gerning virkede sammen med den nye tids mænd, således lod han sit hus ikke mindre nu være i festglans, end det før havde været, og han fandt sig roligt i – for så vidt han ikke opmuntrede dertil - at hans hustru kom til at indtage en fremragende plads iblandt damerne i Caroline Mathildes kreds; hun var en af de første, der fik dennes orden, Mathilde-Ordenen.
Schimmelmanns forhold til sine gamle venner måtte naturligvis blive påvirket heraf. Hvor tilbøjelig den ældre Bernstorff end var til at opfatte ham fra den gunstigste side, følte dog også han en tid, at Schimmelmann nu var ved at blive fremmed for ham, og adskillige af kredsen dømte ret strengt om hans færd, idet det ganske særligt harmede dem at se fru Schimmelmann ved dronningens fødder. Men i længden var forbindelsen imellem Struensee og Schimmelmann dog umulig, thi at bøje sig for doktoren fra Altona måtte forekomme en mand som Schimmelmann modbydeligt, og der var desuden alt for meget i Struensees færd, der vakte hans forbitrelse, medens på den anden side Struensee helst, så snart det lod sig gøre, ville være fri for en mand, som han vidste, at han i længden ikke kunne beherske. Allerede i foråret 1771 begyndte Schimmelmann at trække sig ud af sine pengeforhold til staten, og da omtrent samtidig skatkammeret ophævedes (18. april), ligesom ud på sommeren det samme skete med kommercekollegiet (18. juli), og i det hele taget finansstyrelsen omordnedes for at lægges under nye mænd, var Schimmelmanns rolle foreløbig forbi. Men som en forsigtig mand lod han det dog ikke komme til et åbent brud, og man så ham i vinteren 1771-72 på vanlig vis holde fester i sit hus, hvad der dog ikke hindrede ham, som havde et klart blik for det skrøbelige i Struensees stilling, i atter stærkt at nærme sig til mændene af sin gamle kreds for med dem efter evne at sukke over og endnu mere at skumle over skandalerne ved hoffet.

## Guldbergske tid
Da så Struensee faldt, kom tiden for ham til på ny at gøre sin indflydelse gældende i den såkaldte guldbergske tid, og det på visse måder mere end nogensinde. Rent ydre set knyttede hans magt sig mest til stillingen som medlem af overskattedirektionen, og hertil kom, at han 29. oktober 1772 fik sæde i en da oprettet ekstraordinær finanskommission, der foruden at undersøge hvad der kunne tjene til forbedring af finansernes stilling, desuden undersøgte hvad der kunne udvikle landets hjælpekilder og skatteevne. Yderligere genoprettedes Skatkammeret 3. juni 1773, og han blev lederen af dette. Som ydre udmærkelser må desuden mærkes, at han 1773 blev Ridder af Elefanten og i 1779 optaget i den danske lensgrevestand.
Datidens aktstykker vise klart, på hvor mange punkter Schimmelmann greb ind i denne tid. Han havde straks i begyndelsen stor indflydelse på, at A. P. Bernstorff blev kaldt tilbage, og på, at Adolph Sigfried von der Osten blev fjernet fra Gehejmestatsrådet i foråret 1773, ligesom han, der var med i forhandlingen om mageskiftets gennemførelse samme år, medvirkede til, at den yngre Bernstorff kom i Spidsen for Tyske Kancelli. Denne statsmand, der satte hans begavelse overordentlig højt og havde langt mere lyst til at se på de lyse sider i hans personlighed end på hans mangler, nemlig hans hensynsløshed, hans materialistiske livssyn og hans overlegne tone, var åbenbart den, der stod ham nærmest, og med ham drøftede han sine forskellige finansielle planer. En frugt af de overvejelser var nationaliseringen af Kurantbanken i marts 1773, således at den nu blev en statsbank, et skridt, ved hvilket forøvrigt Schimmelmann, da det kom til stykket, havde flere betænkeligheder end Bernstorff. Da banken snart blev henlagt under overskattedirektionen, betød det i virkeligheden at den kom under Schimmelmanns personlige ledelse.
Samtidig greb han på mange måder ind i finansernes styrelse, uagtet han slet ikke havde sæde i Finanskollegiet. A.P. Bernstorff taler i sine breve flere steder om det utrolige arbejde, Schimmelmann ydede, han skildrer med megen sympati den enevælde, han udøvede ved fastsættelsen af alle faste udgifter, således at han alene fastlagde alle reglementer på det finansielle felt, og han viser, hvorledes Schimmelmann indvirkede på forskellige kollegier. ”Han er Sjælen i alt nyt, der sker i Departementerne, han holder dem i Aande og vækker dem af Søvne”, eller, som han også udtrykker det: ”Selv hvor der er truffet Beslutninger uden ham, er det, som om det var ham, der fremskyndede Udførelsen deraf”.
Naturligvis kunne han ikke optræde med en sådan myndighed og trodse den personlige uvilje, han nødvendigvis måtte vække hos forskellige, uden opbakning fra oven. Men forstod han at holde sig gode venner med både enkedronningen, arveprinsen og endnu mere med Guldberg. Ligesom denne satte stor pris på Schimmelmann, hvis meninger om finanser og handel han tilegnede sig - og outrerede, således holdt Schimmelmann, i det mindste indtil Bernstorffs afskedigelse 1780, meget af Guldberg og kunne arbejde sammen med denne.

## Merkantilisme
Virkningen af dette samarbejde viste sig stærkt på handelspolitikkens område. Det var nemlig efter en overordentlig stor målestok, at merkantilismen blev gennemført i den guldbergske tid, både for industri og handel, og hertil kom endog det, at staten selv virkede som storgrossist og stor skibsreder. Det blev besluttet, at regeringen skulle begynde at drive fiskeri i større stil i havene nordpå og desuden drive både hval- og sælfangst, i samdrift med den kongelige grønlandske og islandske handel. Desuden optrådte staten også som ledende skibsbygger i stor målestok. For alt dette har Guldberg selv vist stor iver; men der kan efter hele Schimmelmanns stilling med hensyn til, hvad der havde økonomisk betydning, og den uhyre autoritet, han havde på dette område, i forbindelse med den respekt, som Guldberg havde for ham, ikke være tvivl om, at det også her fortrinsvis er ham der har ansvaret for regeringens politik. Ikke mindst for et særligt foretagende, som man skønnede ville få stor betydning for handelen: gravningen af Ejderkanalen, fra Kielerfjorden til Ejderens nedre løb.

## Død og begravelse
I slutningen af 1770'erne begyndte Schimmelmanns helbred at vakle, og det pinte ham stærkt, når han så at de lyse forhåbninger, som han havde haft om gode finansielle forhold for Danmark, blev skuffet når bankens sedler faldt i kurs, og allermest at han i 1780 måtte se A. P. Bernstorff blive afskediget. Men som han var lige utrættelig i sit arbejde, således fandt han en trøst i dette. Imidlertid tog sygeligheden til, og ikke mere end 58 år gammel døde han 15. februar 1782 - som Danmarks, og måske Nordens, rigeste mand. Han stedtes til hvile i Wandsbeck, uden for Hamborg, i et kapel han personligt havde indrettet. Sin sjælsstyrke bevarede han til det sidste, og hvor stærkt han end havde været optaget af livets ydre forhold, hang han ikke ved livet. Hans sidste timer var helliget bøn til Gud, tanker om statens vel og fremtid, samt kærlige ord til sine nærmeste.

## Familie
Han fik bragt 9 børn i verden: 6 sønner og 3 døtre. Hans ældste søn, Ernst, var dog en bekymring. Ernst var ingen robust forretningsmand, men en sværmende skønånd. Efter sin første hustru Emilie Rantzaus tidlige død havde han plejet sin depression – og forelsket sig i gammeljomfruen Charlotte Schubart. En dame uden midler eller baggrund. Efter sin faders død ægtede Ernst hende, og hun forvandledes på kort tid til Lotte Schimmelmann, landets førende dame med en international salon. Som yderligere kuriosum kan man nævne, at den første udgave af 1771-skillingen – Schou 15, den med de skarpt afskårne C'er – i eftertiden har fået tilnavnet Schimmelmann.

## Købmand og statsmand
Hvor meget der end var i Schimmelmann af købmanden, som forstod at se på sin fordel, var der dog ikke så lidt i ham af statsmanden, for hvem det var en hellig pligt at fremme det lands tarv, som han havde sluttet sig til. A.P. Bernstorff udtalte om ham efter hans død, at han til trods for store fejl var en såre stor mand. Ved sin færd i de første år efter sin indflytning her til landet, frelste han staten fra en overvældende finansiel fare, og det står ligeså fast, at han på mange punkter også senere viste usædvanlig dygtighed. Men de hidsige angreb, der blev gjort på hans eftermæle, er ikke helt uberettigede. Et eksempel er Kurantbankens nationalisering. Skønt den momentant bragte store finansielle fordele, blev den i længden skadelig på grund af fristelsen til at udnytte udstedelsen af pengesedler som et bekvemt middel hver gang man havde brug for penge. Det er også svært at nægte, at den måde han lod staten gribe ind i de økonomiske forhold, allerede i hans tid begyndte at vise sig uhensigtsmæssig.